# Vitali Sevastyanov
Vitali Ivanovich Sevastyanov, (russo: Вита́лий Ива́нович Севастья́нов; Krasnouralsk, 8 de julho de 1935 - 5 de abril de 2010) foi um cosmonauta soviético que esteve no espaço nas missões Soyuz 9 e Soyuz 18.
Ele se formou em engenharia no Instituto de Aviação de Moscou e, após a sua graduação em 1959, entrou no escritório de design espacial de Sergei Korolev,chef do programa espacial da União Soviética,  onde trabalhou no projeto da nave Vostok. Ele também lecionou no Centro de Treinamento de Cosmonautas Yuri Gagarin, na Cidade das Estrelas,  ensinando a física dos voos espaciais. Em 1967 e começou a treinar como cosmonauta.
Após duas missões bem sucedidas, incluindo uma estada de dois meses na estação espacial Salyut 4, ele saiu da ativa nas missões espaciais, em 1976, trabalhando no controle em terra da estação Salyut 6, antes de retornar ao projeto de naves espaciais na década de 1980, para trabalhar no projeto do ônibus espacial russo Buran.
Em 1993 deixou o programa espacial e foi eleito para o Duma em 1994.